# High Line
High Line (engelsk : the High Line) er en nedlagt højbane i New York, på Manhattans vestside, som var i brug fra 1934 til 1980. Siden 2009 er hovedparten af jernbanen ombygget til en lang og smal offentlig park.